# Засековское (сельское поселение)
Засе́ковское — упразднённое муниципальное образование со статусом сельского поселения в составе Юкаменского района Удмуртии.
Административный центр — деревня Засеково.
К 18 апреля 2021 года было упразднено в связи с преобразованием района в муниципальный округ.

## Состав
В состав сельского поселения входили 14 населённых пунктов:
- деревня Засеково
- деревня Иманай
- деревня Верхний Дасос
- деревня Жувам
- деревня Митрошата
- деревня Малый Дасос
- деревня Каменное
- деревня Бадеро
- деревня Кокси
- деревня Тутаево
- деревня Малый Вениж
- деревня Большой Вениж
- деревня Кесшур
- деревня Зямбай

## Население
| 2010 | 2011  | 2012  | 2013  | 2014 | 2015 | 2016 |
| ---- | ----- | ----- | ----- | ---- | ---- | ---- |
| 1130 | →1130 | ↘1060 | ↘1007 | ↘965 | ↘932 | ↘907 |
| 2017 | 2018  | 2019  | 2020  |      |      |      |
| ↘887 | ↘852  | ↘824  | ↘776  |      |      |      |